# Veli Osir
Koordinati:   44°35′31″N, 14°25′13″E
Veli Osir je nenaseljen  otoček v severnem Jadranu. Nahaja se v Lošinjskem kanalu, nekaj 100 m vzhodno od otoka Lošinj, vzporedno z naseljem Ćunski. Površina meri 0,07 km², dolžina obale je 1,94 km. Otoček je konično oblikovan, njegov vrh meri 53 mnm. Na njem se pasejo ovce. Severno od otočka se nahaja nekajkrat manjši otoček Mali Osir. Sidrišč oz. privezov ni.